# 後生動物
後生動物（こうせいどうぶつ、Metazoa）は、生物の分類群の1つで、真核生物のオピストコンタに属する。海綿動物、刺胞動物、左右相称動物などが含まれる。二界説での動物界から原生動物を除いたもの、五界説で動物界とされたものにほぼ等しい。

## 現在の後生動物
Adl et al. (2012) によれば、後生動物は、以下の3グループを含み、襟鞭毛虫を含まない。
- 海綿動物 (Porifera)
- 平板動物 (Placozoa) = センモウヒラムシ (Trichoplax)
- 真正後生動物 (Eumetazoa) = Animalia

真正後生動物には、節足動物、脊索動物を始め、主要な動物門のほとんどが属する。

Adl et al. (2012) では真正後生動物に Animalia（動物）という分類群名を充てているが、これは必ずしも広く認められたものではない。 Animalia (動物、動物界) は後生動物のシノニムとする、あるいは、オピストコンタと後生動物の間に置くこともある。
後生動物全体の単系統性はある程度信じられている。以前は海綿動物の1つないしいくつかの系統は別系統だとする説もあったが、否定されつつある。

## 歴史
後生動物という分類は、1874年、エルンスト・ヘッケルが定めた。ヘッケルの定義は系統的なものではなかったが、範囲は現在のものとほぼ同じである。
二界説が中心であった時代に、動物界には多細胞動物と、単細胞で運動性がある原生生物が含まれていた。この、動物扱いされていた単細胞生物を原生動物というのに対して、多細胞の動物をまとめた呼び名として後生動物が使用された。
単細胞の動物から、多細胞動物への進化を考える場合や、動物の系統を論じるときなどに使われることが多かった。現在では、原生動物門は認められず、その意味では後生動物という言葉を使う価値はほとんどない。動物界を構成しているのは多細胞動物だけである。
ただし、近年でも、動物界の一部という位置づけではないものの、Protozoa という名前の側系統的な分類群を導入している分類体系はあり (Ruggiero et al. 2015)、それの日本語として「原生動物界」という言葉が使われることはある (島野 2017)。
また、側生動物 (Parazoa)・中生動物 (Mesozoa) を取りのけた多細胞動物が真の後生動物だという言いかたもあった。この場合、多細胞動物の主系列をまとめた、とでも言った意味合いになるものと思われるが、それが真のまとまりとして認められるものかどうかは別の問題である。 2019年現在では中生動物は多細胞生物が寄生生活によって退化した結果だと考えられている。また、中生動物門自体が多系統として直泳動物門と二胚動物門の2つの門に分かれ、それぞれが前口動物の門とされている。